# クヰンフロラー
クヰンフロラー (1922年3月20日 - 1944年12月3日) は、日本の競走馬。主な勝ち鞍は1926年の帝室御賞典。引退後はパシフイツクの名で繁殖入りし、直系子孫からはサクライワイ、ニットエイト、レガシーワールドなどの活躍馬が出ている。

## 主な牝系図
- Manganese 1853 ---No.4-d始祖
  - Milliner 1869
    - Marmora 1878
      - *プロポンチス 1897 ←---プロポンチス牝系に戻る
        - 第二プロポンチス 1910
          - パシフイツク 1922 ---↓改行

---↓パシフイツク牝系
牝系図の主要な部分（太字はGI級競走優勝馬）は以下の通り。
- パシフイツク 1922
  - 第四パシフイツク 1933
    - デイプレイク 1943
      - ツルミヒメ 1956
        - ナオユキ 1969
          - ミスターシクレノン 1985（鳴尾記念、ダイヤモンドS）
          - ミスタートウジン 1986

      - グランドフエアー 1957
        - サクライワイ 1971（安田記念、スプリンターズS、函館3歳S）

      - テラオタイム 1960
        - グランドターキン 1970
          - ノースフェイス 1981
            - ウイニングベット 1985
              - キハク 1993
                - プリモタイム 2004
                  - ディーズプリモ 2013（東京湾カップ）
                  - ヒガシウィルウィン 2014（ジャパンダートダービー、東京ダービーほか）

                - ブンブイチドウ 2007（全日本2歳優駿2着）
                - イチリュウ 2010（桜花賞【浦和】）
                - タイニーダンサー 2013（関東オークス、北海道2歳優駿、エーデルワイス賞）

      - ミドリボシ 1961
        - イチデイブレイク 1968
          - ゴールドスペンサー 1976（川崎記念、浦和記念、NTV盃、浦和ゴールドC）

        - サンコーモンド 1974（東京ダービー）

    - シヨウゲツ 1947
      - カミトモ 1951
        - トモサン 1957
          - ニットエイト 1964（菊花賞、天皇賞（秋））

  - 第六パシフイツク 1936
    - カネヨシ 1946
      - ミスコノミ 1957
        - バルカンホース 1963
          - イクワライザー 1970
            - ヤマノサミー 1979
              - マウントグローリ 1988（関東オークス）
                - タキノスペシャル 1997（北海道3歳優駿）

  - 第七パシフイツク 1937
    - ミスヒガシ 1943
      - パシフイツクボート 1950
        - リユウカリム 1960
          - リーデングパート 1965
            - フアインポート 1973（東京大賞典、NTV盃、戸塚記念）
            - ドウカンサッチャー 1980
              - ホウエイコスモス 1991（東海菊花賞、大井記念ほか）

          - シルバーボード 1970
            - トウショウゴッド 1977（目黒記念（春）、ダービー卿CT、弥生賞）

      - ハマイサミ 1957
        - タイイサミ 1962
          - サンビタリア 1972
            - オーバーレインボー 1977（日経新春杯、京都新聞杯、札幌記念、金鯱賞）
            - ダニツシユガール 1979（牝馬東京タイムズ杯）
            - ピッコラ 1983
              - ジアーダ 1994
                - エルベレス 2004
                  - プレミアムカインド 2022（花吹雪賞）

          - ベンドユウホウ 1978
            - フミノスキー 1986
              - ガンガディーン 1990（報知オールスターC、東京記念）
              - マイネレジーナ 1996
                - マイネイサベル 2008（府中牝馬S、中山牝馬S、新潟2歳S）

              - メガスターダム 1999（中京記念、ラジオたんぱ杯2歳S）

        - ダイゴハマイサミ 1966（阪神障害S・春）
          - ハマノミユージツク 1974
            - ハマノサイクロン 1980
              - レガシーフィールド 1988（阪急杯）
              - レガシークレスト 1994（阪神障害S・秋）

          - ドンナリディア 1983
            - レガシーワールド 1989（ジャパンC、セントライト記念）

牝系図の出典：Galopp-Sieger

## 血統表
| パシフイツク（競走馬名クヰンフロラー）の血統 | パシフイツク（競走馬名クヰンフロラー）の血統                         | パシフイツク（競走馬名クヰンフロラー）の血統                         | （血統表の出典）                                                     | （血統表の出典） |
| 父系                                         | エクリプス系                                                         | エクリプス系                                                         | エクリプス系                                                         |                  |
| 父 *ガロン 1909 栗毛                         | 父の父Gallinule 1884 栗毛                                            | Isonomy                                                              | Sterling                                                             | Sterling         |
| 父 *ガロン 1909 栗毛                         | 父の父Gallinule 1884 栗毛                                            | Isonomy                                                              | Isola Bella                                                          |                  |
| 父 *ガロン 1909 栗毛                         | 父の父Gallinule 1884 栗毛                                            | Moorhen                                                              | Hermit                                                               | Hermit           |
| 父 *ガロン 1909 栗毛                         | 父の父Gallinule 1884 栗毛                                            | Moorhen                                                              | Skirmisher Mare                                                      |                  |
| 父 *ガロン 1909 栗毛                         | 父の母Flair 1903 黒鹿毛                                              | St. Frusquin                                                         | St. Simon                                                            | St. Simon        |
| 父 *ガロン 1909 栗毛                         | 父の母Flair 1903 黒鹿毛                                              | St. Frusquin                                                         | Isabel                                                               |                  |
| 父 *ガロン 1909 栗毛                         | 父の母Flair 1903 黒鹿毛                                              | Glare                                                                | Ayrshire                                                             | Ayrshire         |
| 父 *ガロン 1909 栗毛                         | 父の母Flair 1903 黒鹿毛                                              | Glare                                                                | Footlight                                                            |                  |
| 母 第二プロポンチス 1910 青毛                | 母の父*インタグリオー 1899 栗毛                                      | Childwick                                                            | St. Simon                                                            | St. Simon        |
| 母 第二プロポンチス 1910 青毛                | 母の父*インタグリオー 1899 栗毛                                      | Childwick                                                            | Plaisanterie                                                         |                  |
| 母 第二プロポンチス 1910 青毛                | 母の父*インタグリオー 1899 栗毛                                      | Cameo                                                                | Thurio                                                               | Thurio           |
| 母 第二プロポンチス 1910 青毛                | 母の父*インタグリオー 1899 栗毛                                      | Cameo                                                                | Light of Other Days                                                  |                  |
| 母 第二プロポンチス 1910 青毛                | 母の母*プロポンチス 1897 鹿毛                                        | Ravensbury                                                           | Isonomy                                                              | Isonomy          |
| 母 第二プロポンチス 1910 青毛                | 母の母*プロポンチス 1897 鹿毛                                        | Ravensbury                                                           | Penitent                                                             |                  |
| 母 第二プロポンチス 1910 青毛                | 母の母*プロポンチス 1897 鹿毛                                        | Marmora                                                              | Adventurer                                                           | Adventurer       |
| 母 第二プロポンチス 1910 青毛                | 母の母*プロポンチス 1897 鹿毛                                        | Marmora                                                              | Milliner                                                             |                  |
| 母系(F-No.)                                  | プロポンチス系(FN:4-d)                                               | プロポンチス系(FN:4-d)                                               | プロポンチス系(FN:4-d)                                               | [ § 2 ]          |
| 5代内の近親交配                              | Isonomy 3×4、Hermit 4×5、St. Simon 4×4、Newminster 5×5、Cremorne 5×5 | Isonomy 3×4、Hermit 4×5、St. Simon 4×4、Newminster 5×5、Cremorne 5×5 | Isonomy 3×4、Hermit 4×5、St. Simon 4×4、Newminster 5×5、Cremorne 5×5 | [ § 3 ]          |
| 出典                                         | 1. 2. 3.                                                             | 1. 2. 3.                                                             | 1. 2. 3.                                                             | 1. 2. 3.         |

- 祖母プロポンチスは小岩井農場の基礎輸入牝馬の一頭。
- 半妹プロミーズースの産駒に横浜農林省賞典四歳呼馬（現皐月賞）勝ち馬のウアルドマインがいる。